# Bandera de la República Srpska
La bandera de la República Serbia de Bosnia y Herzegovina fue adoptada el 24 de noviembre de 1992.  La bandera es tricolor rectangular con tres franjas horizontales iguales de rojo, azul y blanco.  Es casi idéntica a la bandera civil de Serbia , pero con una relación de aspecto diferente de 1:2 en lugar de 2:3 y tonos de color ligeramente diferentes.
Si bien el Tribunal Constitucional de Bosnia y Herzegovina declaró inconstitucional el escudo de armas de la República Srpska , alegando que no representaba a las etnias no serbias que vivían en la entidad, se consideró que la bandera estaba en consonancia con la constitución . El tribunal dictaminó que aunque la combinación de los colores se relaciona con el tricolor serbio , el uso de rojo, azul y blanco también se considera colores paneslavos.

## Banderas relacionadas
El tricolor serbio se ha utilizado como base para otras banderas, sobre todo como bandera nacional de Serbia . Montenegro también ha utilizado el tricolor serbio con diferentes tonos de azul. Bajo la Yugoslavia comunista , las repúblicas de Serbia y Montenegro tenían banderas del mismo diseño y colores. Montenegro cambió su bandera en 1993 alterando la proporción y el tono de azul en su bandera y usó esta bandera hasta 2004.
El tricolor serbio también fue la base de la República Srpska de Krajina . El tricolor serbio desfigurado con una cruz serbia se utiliza como bandera de la Iglesia ortodoxa serbia .

La bandera de la República Srpska es popular entre muchos serbobosnios y prefieren enarbolarla o la bandera serbia en lugar de la bandera nacional bosnia.

Bandera de la República Srpska, que representa una cruz serbia en un tricolor de uso frecuente durante los años 90,en medio de la guerra de bosnia.
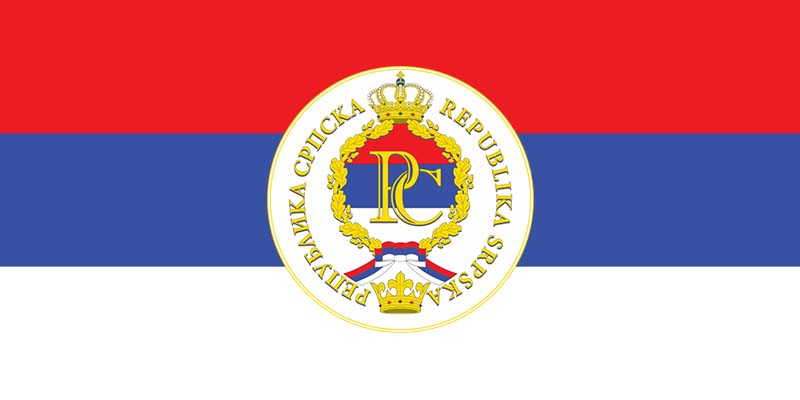
Bandera no oficial de la República Srpska con emblema
Bandera no oficial de la República Srpska con el antiguo escudo de armas (1995-2007)

### Estandartes

Estandarte del Presidente de la República Srpska , utilizado desde 2007.
Estandarte del Presidente, utilizado entre 1995 y 2007.
Ex estandarte del presidente de la Asamblea Nacional
Estandarte utilizado por el Primer Ministro hasta 2007